# Mihail Andrejevič Arsenjev
Mihail Andrejevič Arsenjev (rusko Михаи́л Андре́евич Арсе́ньев), ruski general, * 1779, † 1838.
Bil je eden izmed pomembnejših generalov, ki so se borili med Napoleonovo invazijo na Rusijo; posledično je bil njegov portret dodan v Vojaško galerijo Zimskega dvorca.

## Življenje
Leta 1791 je vstopil v vojsko in junija 1796 je kot vojak Konjeniškega gardnega korpusa pričel aktivno vojaško službo. 10. julija 1799 je bil povišan v korneta in 12. avgusta 1807 v polkovnika. Med 6. majem 1811 in 6. februarjem 1813 je bil poveljnik polka. 
Sodeloval je v veliki patriotski vojni in se odlikoval v bitki za Borodino. 26. decembra 1812 je bil povišan v generalmajorja in 4. oktobra naslednjega leta je postal poveljnik 1. brigade 1. kirasirske divizije. 
Januarja 1819 je postal poveljnik 1. dragonske divizije; 23. oktobra 1823 je bil razrešen poveljstva zaradi bolezni in bil dodeljen odboru za razvoj pravil konjeniške službe. Konec leta 1830 je postal zaupnik za izvajanje preventinih ukrepov proti koleri.
30. decembra 1833 se je upokojil.